# ITS-IVb
ITS-IVb – polski dwumiejscowy szybowiec doświadczalny opracowany w Instytucie Techniki Szybownictwa w latach trzydziestych XX wieku.

## Historia

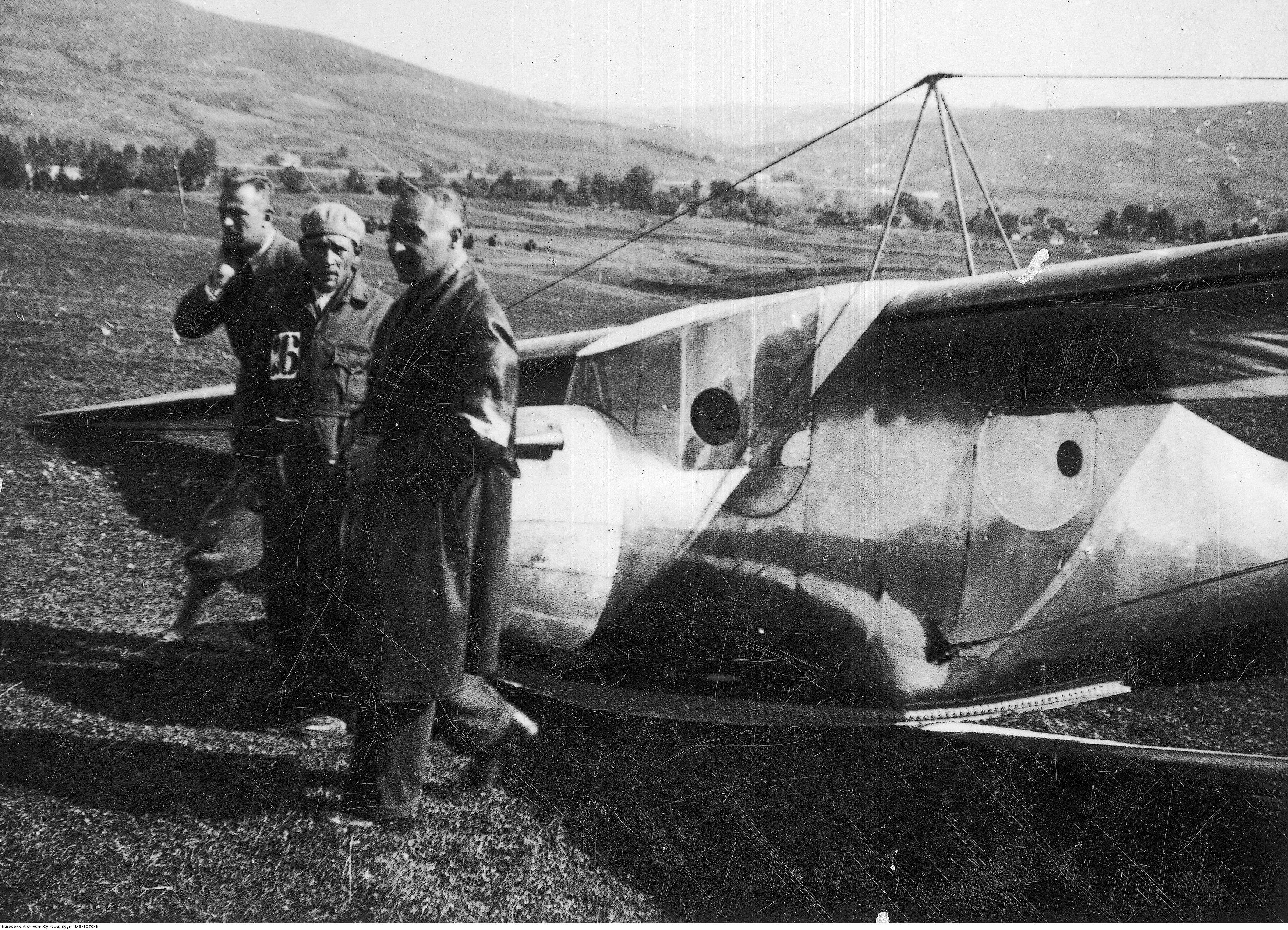
ITS-IVb na lotnisku w Ustjanowej

Inżynier Adam Nowotny, kierownik techniczny Instytutu Techniki Szybownictwa, w 1934 roku przystąpił do opracowania projektu dwumiejscowego szybowca przeznaczonego do lotów pomiarowych i nauki pilotażu bez widoczności oraz do lotów wyczynowych. Po jego śmierci dokończeniem projektu zajął się inż. Franciszek Kotowski, który kontynuował prace. Opracowany projekt otrzymał oznaczenie ITS-IVb. Z uwagi na przewidywane użycie szybowca do badań obciążeń konstrukcji zrezygnowano z podparcia skrzydła zastrzałami, zostały zastąpione taśmami podtrzymującymi i nośnymi.
Prototyp został zbudowany w Warsztatach Szybowcowych ZASPL w 1935 roku, otrzymał numer fabryczny 158 i rejestracyjny SP-257. Szybowiec został oblatany przez Franciszka Kotowskiego 30 lipca 1935 roku na lotnisku w Skniłowie. Oblot nastąpił na holu za samolotem RWD-8, szybowiec wykazał się dobrymi właściwościami lotnymi, ale wymagał zmian konstrukcyjnych lotek i ich wyważenia. 
ITS-IVb był prezentowany podczas III Krajowych Zawodów Szybowcowych, które odbyły się we wrześniu i październiku 1935 roku w Ustjanowej. Szybowiec początkowo był użytkowany na lądowisku w Bezmiechowej, gdzie wykonywał na nim loty Piotr Mynarski. W trakcie eksploatacji stwierdzono, że szybowiec nie spełnia przyjętych założeń i jest nieprzydatny do lotów pomiarowych, wyczynowych i treningowych. Został przekazany do szkoły szybowcowej w Ustjanowej, gdzie był eksploatowany do wybuchu II wojny światowej. Dalsze losy tej konstrukcji nie są znane.

## Konstrukcja
Dwumiejscowy szybowiec doświadczalny w układzie górnopłatu.
Kadłub o konstrukcji półskorupowej o przekroju owalnym, kryty sklejką. Statecznik pionowy stanowił integralną część kadłuba. Z przodu kadłuba był zamontowany hak do startów z lin gumowych i lotów na holu. Kabina załogi zamknięta z miejscami w układzie tandem, pilot zajmował pierwsze miejsce a obserwator drugie. Wejście do kabiny obserwatora przez drzwi w lewej części kadłuba, była ona wyposażona też w składany stolik i dwa okna po bokach kadłuba. Obie kabiny wyposażone w komplet przyrządów sterowniczych, ale tablica przyrządów była tylko w kabinie pilota. Za kabiną obserwatora znajdowała się dodatkowa przestrzeń o kubaturze 0,75 m³ na przyrządy pomiarowe. Nad kadłubem był umieszczony kozioł zbudowany z trzech rur stalowych.
Płat dwudzielny, jednodźwigarowy z dźwigarkiem pomocniczym, o obrysie prostokątno-trapezowym. Zastosowano profil Bobek 6 (Gö 655) konstrukcji inż. Augusta Bobka-Zdaniewskiego. Usztywniony dwoma taśmami nośnymi biegnącymi do kadłuba i jedną podtrzymującą biegnącą do kozła nad kadłubem, które spełniały tolę tonsometrów. W miejscu mocowania taśm dźwigar główny został wzmocniony poprzez dodanie dodatkowych dźwigarów. Powierzchnia płata do dźwigara kryta sklejką, dalej płótnem. Wyposażony w lotki szczelinowe o wychyleniu 12° w dół i 32° w górę. 
Usterzenie poziome niedzielone. Stateczniki kryte sklejką, powierzchnie sterowe płótnem. Napęd sterów linkowy.
Podwozie jednotorowe z amortyzowaną drewnianą płozą podkadłubową i stalową płozą ogonową.